# Outrage (2010)
Outrage (jap. アウトレイジ, Autoreiji) ist ein japanischer Yakuza-Film aus dem Jahr 2010. Der Film entstand unter der Regie von Takeshi Kitano, der auch die Hauptrolle übernahm, das Drehbuch schrieb und den Film produzierte.
Der Film hatte seine Premiere bei den Internationalen Filmfestspielen von Cannes 2010 am 17. Mai. In Deutschland erschien der Film am 26. August 2011 als DVD und Blu-ray. Am 18. November 2014 lief er in ZDF-Kultur in der FSK18-Fassung.
2012 entstand mit Outrage Beyond (Autoreiji: Biyondo) eine Fortsetzung, die ebenfalls von Kitano inszeniert wurde. Outrage Coda (Autoreiji Coda) folgte 2017.

## Handlung
Der Film beginnt mit einem üppigen Bankett des Yakuza-Anführers Sekiuchi. Er ist der Boss des organisierten Verbrechersyndikats Sanno-kai, welches die gesamte Region Kanto unter seiner Kontrolle hat. Er hat viele Anführer der Yakuza eingeladen und sein Vertrauter Kato stellt Ikemoto (den Anführer eines verbündeten Clans) zur Rede. Dabei macht er ihm klar, dass er über die Tatsache enttäuscht ist, dass er Geschäfte mit dem verfeindeten Clan-Anführer Murase macht. Ikemoto und Murase waren unerwartet zusammen eingesperrt. Kato befiehlt Ikemoto, sich mit der verfeindeten Murase-gumi zu einigen. Dieser überträgt die Aufgabe seinem Untergebenen Otomo.
Kurz danach kommt es zu einem Zwischenfall in einem Nachtclub, der im Besitz von Murase ist. Ein Kunde gerät in eine Abzocke. Es stellt sich heraus, dass der Kunde ein Mitglied der Ikemoto-Familie ist, der in den Nachtclub geschickt wurde, um einen Banden-Krieg gegen die Murase-Familie auszulösen. Murase denkt, er wäre bei Sekiuchi in Ungnade gefallen und versucht die Situation zu verbessern. Er spricht mit Ikemoto, den er aus dem Gefängnis kennt. Murase weiß nicht, dass Ikemoto seine Bande vernichten will. Ikemoto geht weiter gegen Murases Familie vor. Bei einem Vorfall lässt Otomo tiefe Narben im Gesicht von Murases Vertrauten Kimura zurück.
Schließlich wird Murase getötet und Otomo landet im Hochsicherheitsgefängnis. Unerwartet wird er mit Kimura inhaftiert und wird von ihm mit einem provisorischen Messer in den Bauch gestochen. Der Film endet mit der Ermordung von Sekiuchi durch Kato, welcher der neue Anführer des Sanno-kai-Clans wird.

## Kritik
Die Kritiken zu Kitanos Werk fielen sehr gemischt aus. Direkt nach der Premiere in Cannes gab es zahlreiche negative Rezensionen, wobei die Mehrheit der Kritiker die extremen Gewaltdarstellungen des Films rügte. Vielfach wurde die Kritik geäußert, Outrage inszeniere Gewalt nur als Selbstzweck und sei daher nur für „Hartgesottene von Relevanz“:

„Also lässt sich die Frage nach dem Warum nur unbefriedigend beantworten, Outrage bietet wenige Rechtfertigungen an. Und das ist der Preis der Gewaltdarstellung: Ihre Verwendung muss gerechtfertigt werden durch Gehalt und Form des Filmes, andernfalls darf man getrost das Kino verlassen. Aber Menschen haben unterschiedliche Hemm- und Toleranzschwellen, und wer Gewalt als ein Element von vielen der Filmkultur ansieht, das keine Sonderstellung beanspruchen kann, der kann an Outrage viel Freude haben.“

Andere Rezensenten sahen in Outrage einen sehenswerten Yakuza-Film, der eine Rückkehr zu Kitanos Frühwerk darstellt:

„Auf jeden Fall hat Takeshi Kitano mit Outrage wieder einen jener Yakuza-Filme gedreht, für die er vor allem am Beginn seiner Karriere bekannt geworden ist. Allerdings wartet der Film trotz seiner typischen Kitano-Handschrift dann doch mit einigen Neuerungen auf, die ihn auf alle Fälle zu einer sehenswerten, wenngleich manchmal sehr explizit brutalen Erfahrung machen.“

Die Kritik des Online-Portals Filmstarts betonte, dass Kitano seinen Fans mit Outrage zwar einerseits gebe „wonach sie verlangen“, die Erwartungshaltung seines Publikums andererseits aber mit einem „bitterbösen“ Werk quittiere:

„Freunde des schnellen Thrills werden hier nicht auf ihre Kosten kommen. Zu unpersönlich, zu fragmentarisch und zu frei von jedem konventionellen Schauwert werden hier Leichenberge angehäuft und Machtstrukturen illustriert. […] „Outrage“ ist ein Gangsterfilm eines Altmeisters, der eigentlich keine Gangsterfilme mehr drehen wollte – und der die ewig gleiche Erwartungshaltung seines Genre-Publikums nun eiskalt quittiert.“

Der US-Filmkritiker Roger Ebert bewertete  Outrage als Kitanos bis dato schlechtesten Film:

“Kitano is a gifted Japanese director who has made many films I admire, but this must be his worst. […] No characterization. Minimal plot. Many murders, nicely stylized. […] He has one idea in this film: The Yakuza code is being used to eradicate the Yakuza. Unfortunately, he doesn’t take the entire 109 minutes to tell it. It only takes him a minute to tell, and he tells it 109 times.”